# Housay
Housay is een van de drie grootste eilanden van de Out Skerries, en een van de twee bewoonde eilanden hiervan. Het heeft 50 inwoners. Housay is verbonden via een weg met Bruray.

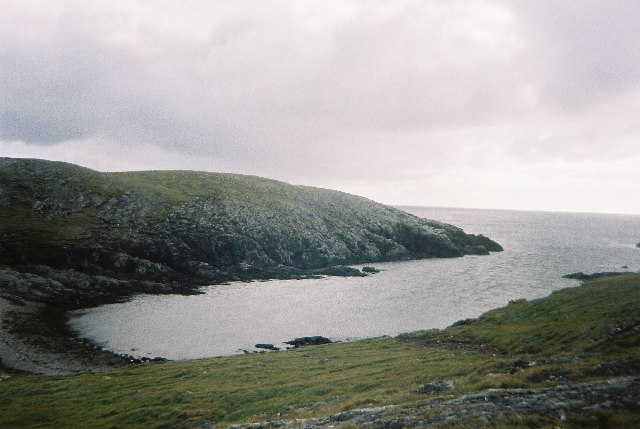
Een baai op Housay
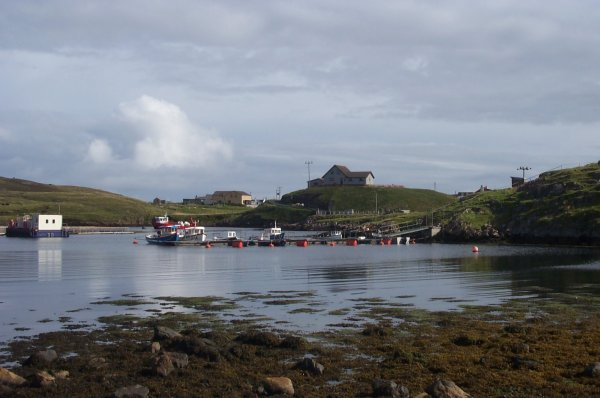
De baai die de eilanden Housay en Bruray van elkaar scheidt